# Gonomyia threnodes
Gonomyia threnodes är en tvåvingeart som beskrevs av Alexander 1956. Gonomyia threnodes ingår i släktet Gonomyia och familjen småharkrankar.
Artens utbredningsområde är Uganda. Inga underarter finns listade i Catalogue of Life.